# Pararothia gracilis
Pararothia gracilis är en fjärilsart som beskrevs av Jordan 1913. Pararothia gracilis ingår i släktet Pararothia och familjen nattflyn. Inga underarter finns listade i Catalogue of Life.